# Юдифь с головой Олоферна (картина Веронезе)
«Юдифь с головой Олоферна» (итал. Giuditta con la testa di Oloferne) — картина итальянского живописца Паоло Веронезе (1528-1588), представителя венецианской школы. Создана в 1575–1580 годах. Хранится в коллекции Музея истории искусств в Вене (инв. №GG 34).

## Описание
Картина находилась в коллекции эрцгерцога Леопольда Вильгельма Австрийского с 1659 года.
Сюжет картины по мотивам второканонической истории Ветхого завета из «Книги Иудифи», в которой рассказывается о страшном поступке еврейской героини Юдифи, которая отрезала голову ассирийскому полководцу Олоферну во сне.
На переднем плане изображена белокожая девушка Юдифь, которая детально прорисованная в художественном отношении, с темнокожей служанкой и темной головой Олоферна.